# Somotillo
Somotillo est une municipalité nicaraguayenne du département de Chinandega au Nicaragua.

## Géographie
Selon l'Instituto Nicaragüense de Estudios Territoriales (INETER), la municipalité de Somotillo a un superficie de 724,71 km2 et se situe à environ 41 mètres d'altitude. Physiographiquement, la majeure partie de la municipalité se trouve au nord et à l'est de la dépression ou du graben nicaraguayen, dans les contreforts occidentaux de la cordillère centrale du pays. La région se déverse dans le Pacifique, en grande partie par l'Estero Real. La ville de Somotillo est située sur la rive nord du Rio Gallo, également connu sous le nom de Rio Grande. Un ruisseau saisonnier connu sous le nom de Tecomapa coule au nord de la ville.

## Histoire
Somotillo est une ancienne communauté amérindienne qui s'appelait à l'origine « Joanagastega  » et qui est mentionnée dans le premier bilan fiscal du pays datant de 1548.
La municipalité était à l'origine une colonie indigène ; la colonisation espagnole, dans le cadre du processus d'extermination physique et de métissage, a fait disparaître les racines indigènes de la municipalité. Pendant la guerre nationale de 1856 et 1857, le Dr José Dolores Estrada, président légitimiste, a installé son gouvernement à Somotillo[réf. nécessaire]. Le 21 juin 1856 et le 4 juillet de la même année, les forces envoyées par le gouvernement guatémaltèque pour aider le Nicaragua campent sur la place de la ville.
La ville a reçu un accord législatif le 4 septembre 1873 et le titre de ville par loi législative le 1er décembre 1962.

## L'ouragan Mitch
Lors de l'ouragan Mitch en 1998, ces rivières sont sorties de leur lit et ont menacé la ville. La municipalité a été sévèrement touchée par Mitch et plusieurs décès ont été enregistrés.

## Climat
Le climat est un climat tropical sec, avec des saisons des pluies et des saisons sèches fortement marquées. 

## Économie
Les sols, d'origine volcanique, sont profonds et fertiles. La région est essentiellement agricole, avec un peu d'élevage de bétail. Les cultures courantes dans la région sont le maïs, le coton, le sésame et le blé, principalement cultivés par les petits exploitants et les métayers. L'économie est également influencée par la longue frontière avec le  Honduras. Une grande autoroute traverse la ville de Somotillo jusqu'au poste frontière de Guasaule, créant des emplois dans le domaine des douanes et de l'immigration. Les chiffres du recensement le plus récent indiquent une population d'environ 33 000 habitants.